# Ґурґаон
Ґурґаон (гінді गुड़गांव, англ. Gurgaon) — шосте за населенням місто в індійському штаті Хар'яна. Фактично, місто є промисловим і фінансовим центром штату. Також це важливе місто в індуїстській міфології. Ґурґаон є одним з чотирьох головних міст-супутників Делі та частиною агломерації Нью-Делі. В 21 столітті місто швидко розвивається, з 1997 року сюди переїхало багато офісів транснаціональних корпорацій, які часто вважають це місто кращим за Мумбаї або Делі. За даними журналу Business Today, місто є найкращим для життя у країні. Дохід на душу населення у місті становить 122 тис. рупій на рік, що робить його третім в Індії.